# Oithona hebes
Oithona hebes är en kräftdjursart som beskrevs av Giesbrecht 1891. Oithona hebes ingår i släktet Oithona och familjen Oithonidae. Inga underarter finns listade i Catalogue of Life.